# Чулюпа
Чулюпа, или Страстоцвет яблоковидный (лат. Passiflora maliformis) — вечнозелёная многолетняя древовидная лиана семейства Страстоцветные, дающая съедобные плоды.

## Описание
Чулюпа — лиана с древовидным стеблем и с жёсткими усиками, цепляющимися за опору, влезающая на деревья на высоту до 10 м. Листья овально-сердцевидные или овально-продолговатые, 6-15 см длиной. Плод овальный, 4,5-5 см длиной и 3,5-4 см шириной, жёлто-коричневатого цвета, когда спелый. Внутри содержится сочная сладкая ароматная, серая или бледно-оранжево-жёлтая, мякоть с многочисленными чёрными плоскими семенами.

## Распространение
Чулюпа встречается в диком виде на Антильских островах (Тринидад, Барбадос, Куба, Ямайка, Гаити, Пуэрто-Рико), в Венесуэле, Колумбии и Северном Эквадоре. В Эквадоре, Бразилии и на Ямайке она культивируется ради своих съедобных плодов. На Гавайских островах её выращивают как декоративное садовое растение.

## Использование
Мякоть спелых плодов чулюпы съедобна. Её сок используется для изготовления прохладительных напитков.